# NGC 5929
NGC 5929 is een spiraalvormig sterrenstelsel in het sterrenbeeld Ossenhoeder. Het hemelobject werd op 13 mei 1828 ontdekt door de Britse astronoom John Herschel.

## Synoniemen
- UGC 9851
- KCPG 466A
- MCG 7-32-6
- 1ZW 112
- ZWG 222.7
- VV 823
- NPM1G +41.0399
- Arp 90
- PGC 55076